# Medusagräs
Medusagräs (Taeniatherum caput-medusae) är en gräsart som först beskrevs av Carl von Linné, och fick sitt nu gällande namn av Sergej Arsenjevitj Nevskij. Medusagräs ingår i släktet medusagrässläktet, och familjen gräs. Inga underarter finns listade i Catalogue of Life.

## Bildgalleri

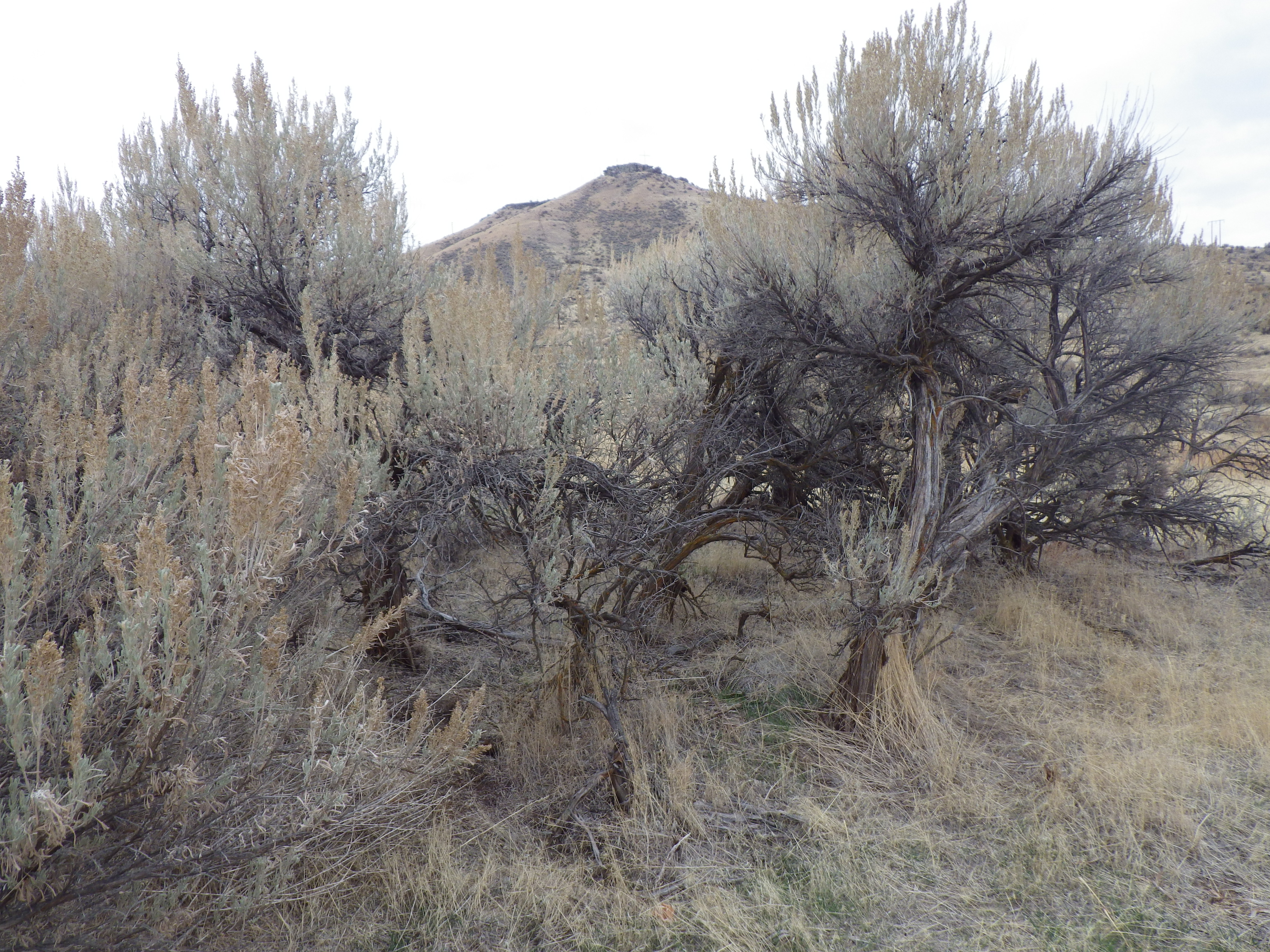
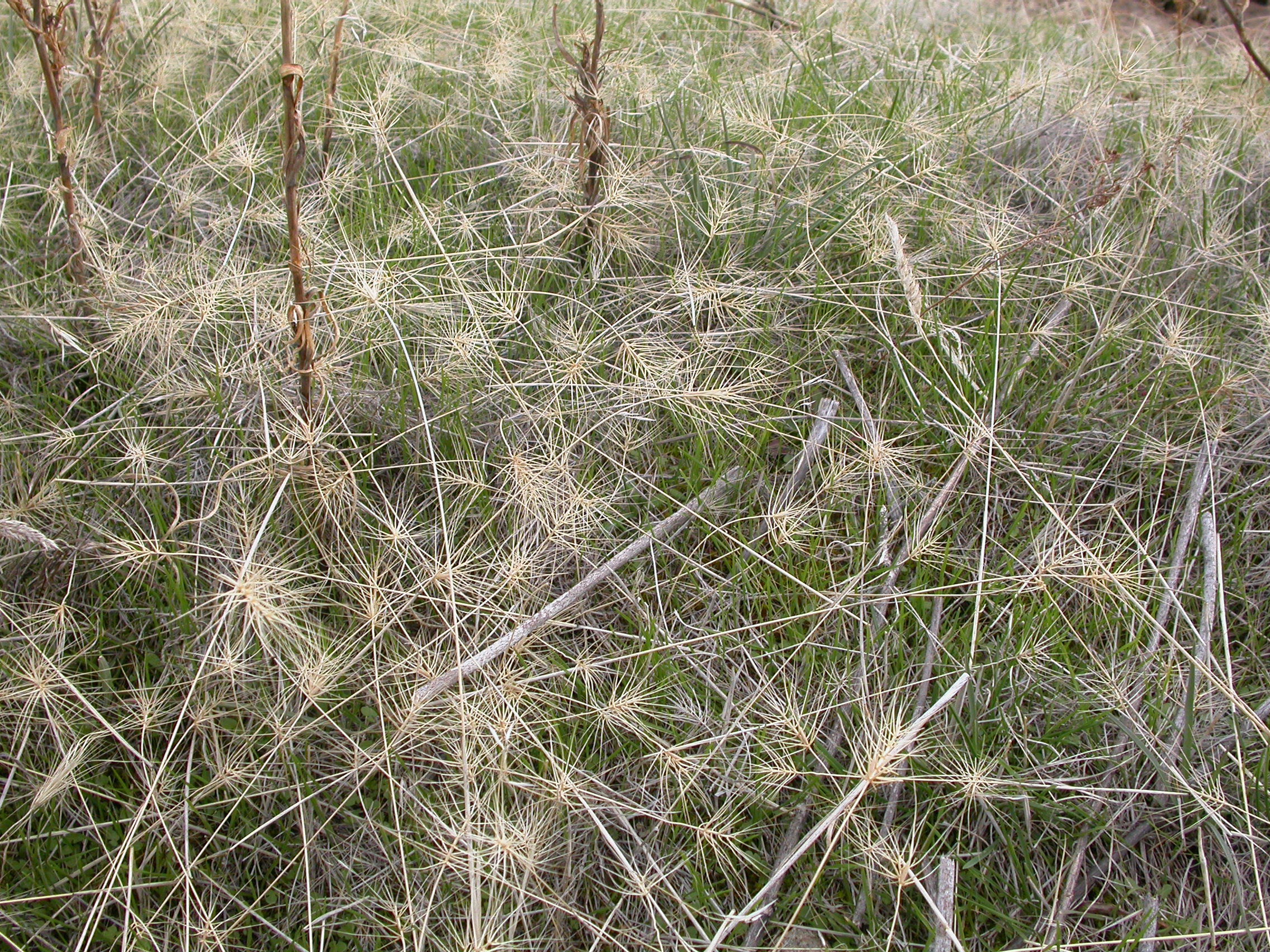
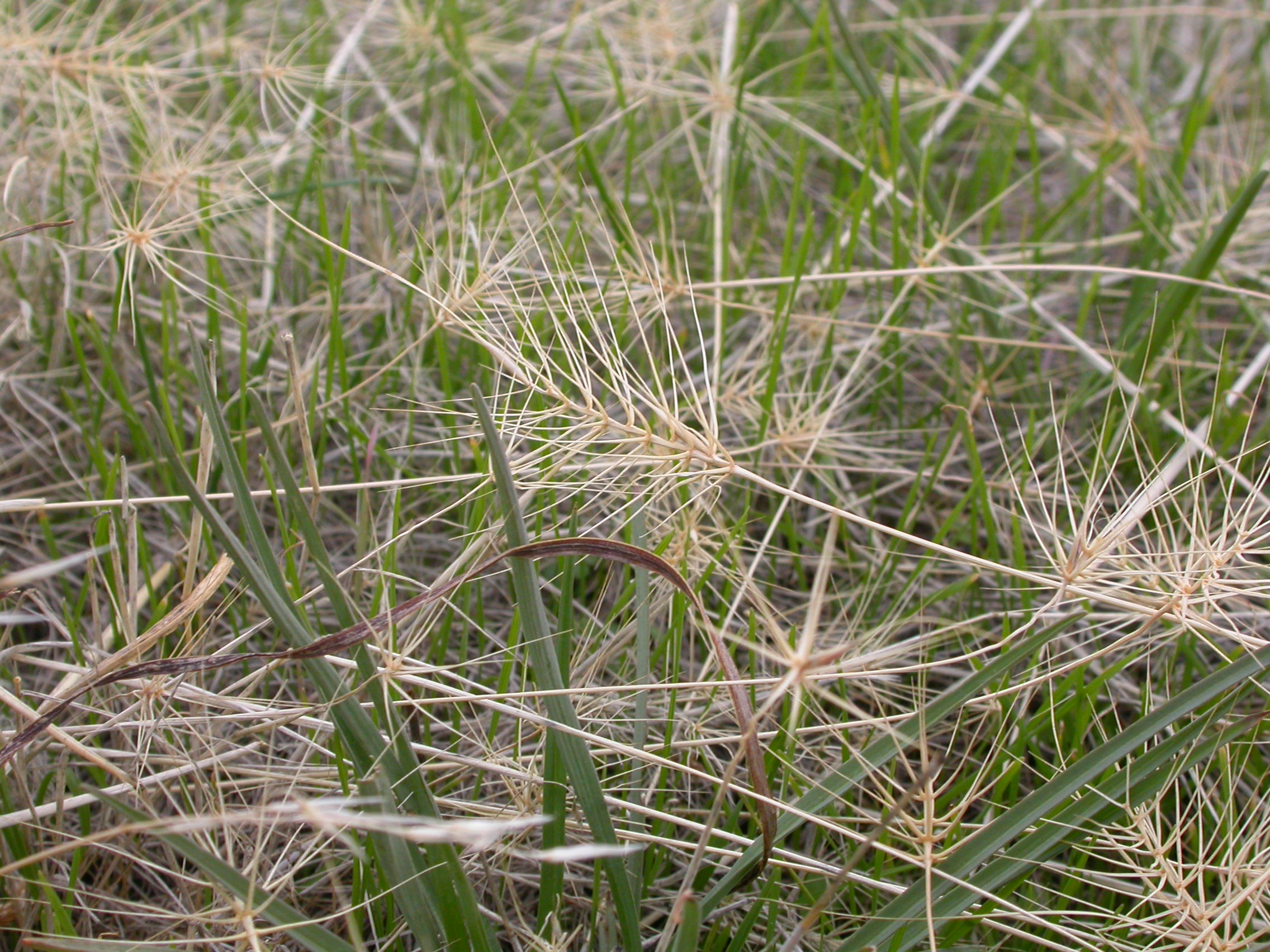
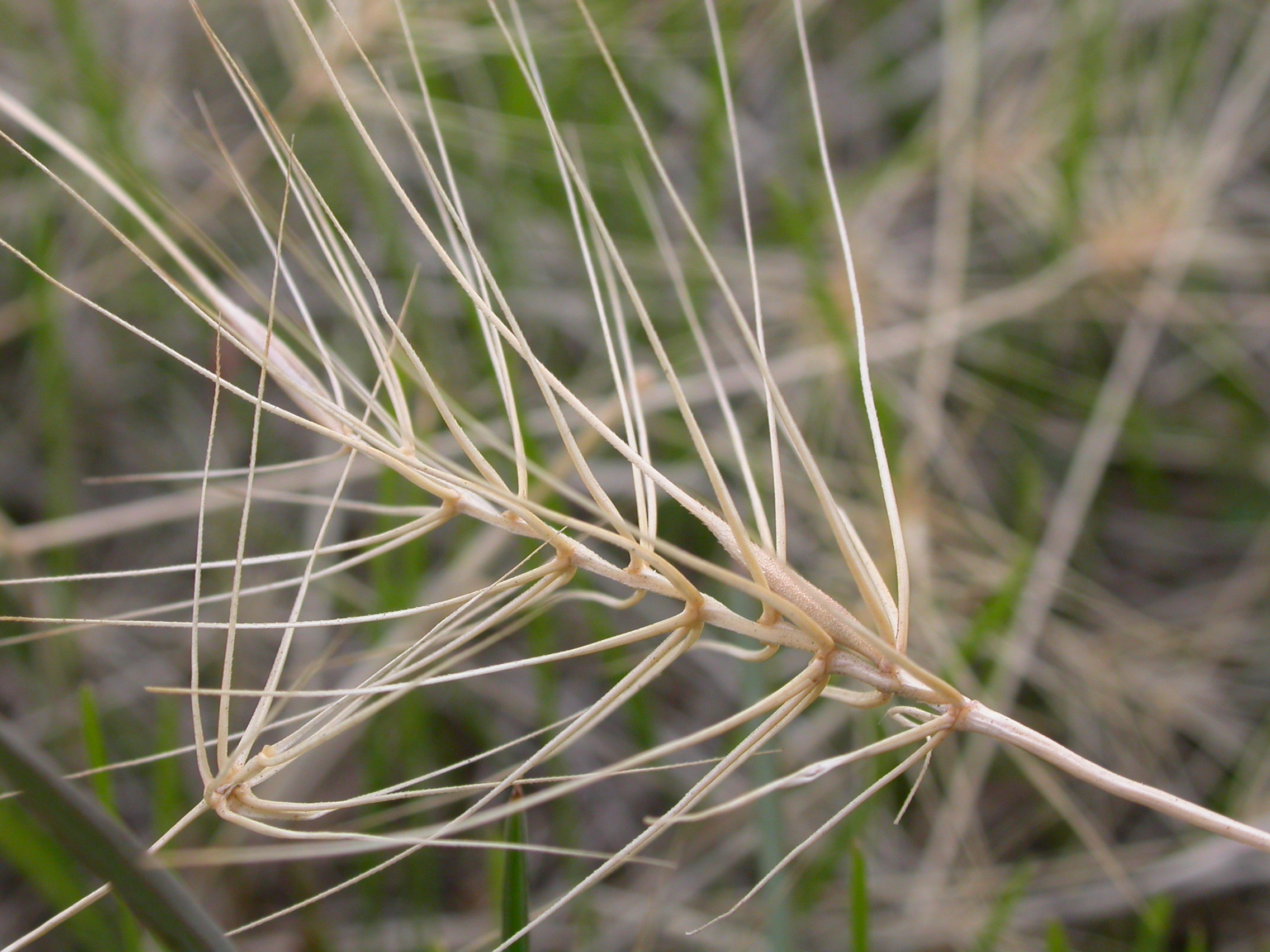